# الی بروک
آلیسون بروک هرناندز (به انگلیسی: Allyson Brooke Hernandez) که اغلب با نام هنری الی بروک شناخته می‌شود (به انگلیسی: Ally Brooke) (زاده ۷ ژوئیه ۱۹۹۳) خواننده آمریکایی است.
او عضو گروه فیفت هارمونی بود اما در سال ۲۰۱۷ از این گروه جدا شد.

## تلویزیون
| سال       | نام             | نقش  | یادداشت                                    |
| --------- | --------------- | ---- | ------------------------------------------ |
| ۲۰۱۲–۲۰۱۳ | ایکس فاکتور     | خودش | 22 episodes (2012) Guest: 1 episode (2013) |
| ۲۰۱۸      | مسابقه لب خوانی | خودش | قسمت:فیفت هارمونی                          |
| ۲۰۱۹      | رقص با ستارگان  | خودش | شرکت کننده (season 28)                     |